# David Baker (Pokerspieler, 1972)
David Michael Baker (* 14. Juli 1972 in New Haven, Connecticut) ist ein professioneller US-amerikanischer Pokerspieler. Er ist dreifacher Braceletgewinner der World Series of Poker. Aufgrund eines gleichnamigen Pokerspielers trägt er den Spitznamen „Original David Baker“, kurz „ODB“.

## Persönliches
Baker machte an der Auburn University in Alabama einen Abschluss in Finanzwissenschaften und arbeitete anschließend im Vertrieb. Er lebt in Sahuarita.

## Pokerkarriere

### Werdegang
Baker lernte Poker an der Universität und begann in den 1990er-Jahren die Variante Pot Limit Omaha in Casinos in New Orleans zu spielen. Anfang der 2000er entdeckte er Texas Hold’em für sich.
Seine erste Geldplatzierung bei einem Live-Turnier erzielte Baker Ende Januar 2004 in Tunica im US-Bundesstaat Mississippi. Mitte März 2005 erreichte er beim auf einem Kreuzfahrtschiff ausgespielten Main Event der World Poker Tour (WPT) die Geldränge und belegte den mit mehr als 30.000 US-Dollar dotierten 31. Platz. Im Februar 2006 gewann er beim  L.A. Poker Classic in Los Angeles sein erstes Live-Turnier und sicherte sich eine Siegprämie von rund 70.000 US-Dollar. Ende Juni 2006 war Baker erstmals bei der World Series of Poker (WSOP) im Rio All-Suite Hotel and Casino am Las Vegas Strip erfolgreich und kam fünfmal in die Geldränge. Im Oktober 2006 saß er am Finaltisch des WPT-Main-Events im Hotel Bellagio am Las Vegas Strip und wurde Fünfter für rund 125.000 US-Dollar. Bei der WSOP 2010 belegte Baker bei einem Hold’em-Event den dritten Platz von über 3000 Spielern und erhielt ein Preisgeld von mehr als 200.000 US-Dollar. Beim Main Event der Serie erreichte er anschließend den achten Turniertag und schied dort auf dem 17. Platz aus, der mit knapp 400.000 US-Dollar bezahlt wurde. Bei der WSOP 2012 kam Baker achtmal in die Geldränge, davon vier Finaltische. Der Höhepunkt war dabei der Gewinn eines Turniers in 8-Game, das ihm eine Siegprämie von rund 270.000 US-Dollar sowie ein Bracelet einbrachte. Im Juni 2015 wurde Baker bei der Poker Player’s Championship der WSOP Dritter und erhielt dafür knapp 515.000 US-Dollar. Zwei Jahre später belegte er bei der WSOP 2017 einen dritten und einen zweiten Platz bei Turnieren der Variante Razz. Anfang März 2019 gewann Baker das WPT-Main-Event in Los Angeles und sicherte sich eine Siegprämie von über einer Million US-Dollar. Bei der WSOP 2019 entschied er Turnier in Limit Hold’em für sich und erhielt sein zweites Bracelet sowie den Hauptpreis von mehr als 160.000 US-Dollar. Im Februar 2023 saß der Amerikaner bei den PGT Mixed Games im Aria Resort & Casino am Las Vegas Strip an zwei Finaltischen und sicherte sich Preisgelder von knapp 350.000 US-Dollar. Bei der mittlerweile im Horseshoe Las Vegas und Paris Las Vegas ausgespielten WSOP 2023 setzte er sich bei einem Razz-Event durch und wurde mit seinem dritten Bracelet und über 150.000 US-Dollar prämiert.
Insgesamt hat sich Baker mit Poker bei Live-Turnieren mehr als 7 Millionen US-Dollar erspielt.

### Braceletübersicht
Baker kam bei der WSOP 121-mal ins Geld und gewann drei Bracelets:
| Jahr | Buy-in (in $) | Turnier       | Teilnehmer | Preisgeld (in $) |
| ---- | ------------- | ------------- | ---------- | ---------------- |
| 2012 | 2500          | 8-Game Mix    | 477        | 271.312          |
| 2019 | 1500          | Limit Hold’em | 541        | 161.139          |
| 2023 | 1500          | Razz          | 556        | 152.991          |